# International Docking System Standard

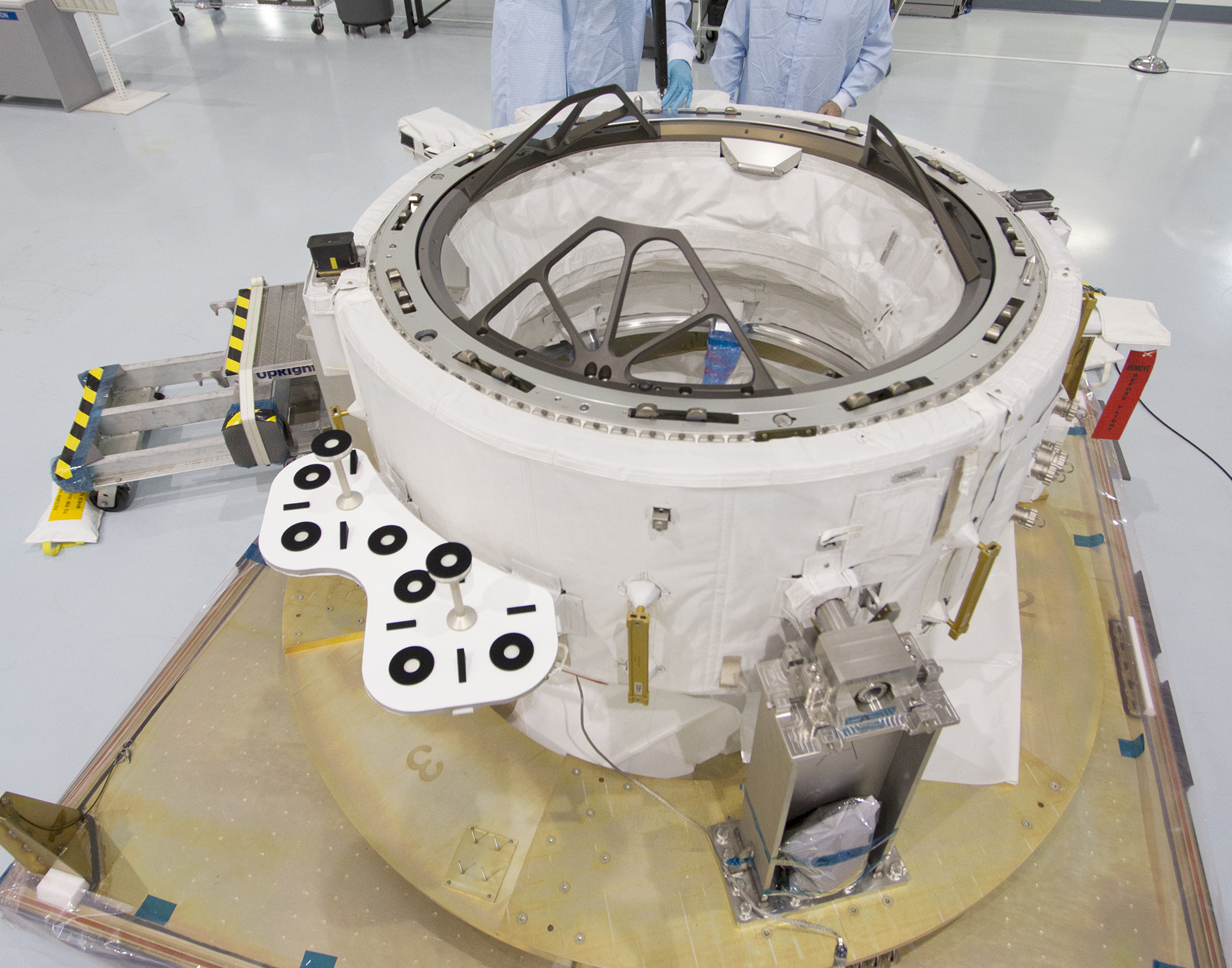
Das International Docking System (IDA-1)

Der International Docking System Standard (IDSS) ist ein internationaler Standard für Kopplungsadapter an bemannten Raumschiffen. Er wurde von dem International Space Station Multilateral Coordination Board in gemeinsamer Arbeit der ISS-Partner NASA, Roskosmos, JAXA, ESA und der Canadian Space Agency definiert.
Der IDSS wurde ursprünglich 2010 geschaffen und soll die Vielfalt der existierenden Kopplungssysteme verringern, bzw. die Schaffung kompatibler Systeme fördern. Das erste Kopplungsmanöver im Weltraum erfolgte 2019 im Rahmen der unbemannten SpX-DM1-Mission mit einem Dragon-2-Raumschiff an der Internationalen Raumstation (ISS).

## Geschichte

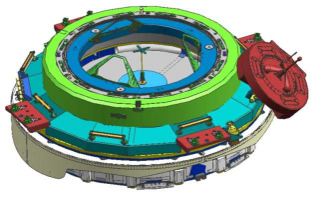
Rendering des geplanten Common Docking Adapter

Vor dem IDSS gab es mehrere verschiedene Vorschläge zur Standardisierung der Kopplungsstutzen, die letztendlich aber nicht die Einsatzreife erreichten.
LIDS-Kopplungssystem
Das LIDS-System (Low Impact Docking System) sollte ursprünglich das APAS-95-System an der ISS für das Orion-Raumschiff erweitern. Da das Orion-Raumschiff nunmehr keine Flüge zur ISS absolvieren soll, wurde dieses Projekt eingestellt.
Common Docking Adapter
Der Common Docking Adapter (CDA) wurde 2009 angekündigt und war als Adapter zwischen dem Common Berthing Mechanism und dem damaligen NASA Docking System geplant. Geplant war, dass die CDAs mit dem japanischen HTV zur ISS gebracht und direkt an Node-2 angebracht werden.

## Design
Der IDSS definiert ein androgynes Kopplungssystem, bei dem beide Seiten identisch sind. Eine Seite übernimmt dabei die aktive Rolle, während die andere sich passiv verhält. Der Mechanismus kann autonom wie auch manuell gesteuert werden. Das Kopplungssystem ermöglicht den Austausch von Besatzung, Ladung, Strom und Daten. In Zukunft soll es auch möglich sein, Wasser, Treibstoff und Druckluft zu transferieren.
Der innere Durchmesser für den Transfer von Besatzungen und Ladung beträgt 800 mm.
Der Standard steht im Gegensatz zu einigen anderen Entwicklungen in diesem Bereich unter Public Domain. Er kann somit ohne patentrechtliche Hürden von allen Raumfahrzeugherstellern eingesetzt werden.

## Ausführungen
Das NASA Docking System (NDS) ist die Ausführung der NASA zum IDSS. Mit dem International Docking Adapter (IDA) wurden nach dem Verlust von IDA-1 beim Start 2015 auf dem US-Teil der ISS vorhandene APAS-95-Kopplungsstutzen 2016 mit IDA-2 und 2019 mit IDA-3 auf den IDSS-Standard umgerüstet.
Die Europäische Weltraumorganisation (ESA) plant ein International Berthing and Docking Mechanism (IBDM) genanntes System, das ebenfalls kompatibel zum IDSS ist. Der erste Einsatz soll am Dream Chaser erfolgen.

## Raumschiffe und -stationen mit IDSS-Stutzen
Folgende Raumschiffe und Raumstationen nutzen IDSS-kompatible Kopplungsstutzen:
- Internationale Raumstation: an IDA-2 (seit 2016) und IDA-3 (seit 2019)
- Dragon 2: Erstflug 2019 mit Ankopplung an die ISS
- CST-100: Die erste 2019 vorgesehene Kopplung an die ISS fand aufgrund des Missionsverlaufs nicht statt. Das erste Docking des CST-100 erfolgte 2022 mit dem Testflug OFT-2